# Liste de peintures de Jules Dupré
Cette page fournit une liste chronologique de peintures de Jules Dupré (1811-1889).

## Voyages
| Image | Thème    | Titre                                          | Date                  | Technique                           | Dimensions   | Lieu de conservation                             | Référence        |
| ----- | -------- | ---------------------------------------------- | --------------------- | ----------------------------------- | ------------ | ------------------------------------------------ | ---------------- |
|       | Paysage  | La Ferme de l'Estuaire                         | 1830                  | huile sur toile                     | 34 × 47 cm   | Art Institute of Chicago                         | Musée            |
|       | Paysage  | Soir sur la côte française près de Dieppe      | 1830 vers             | huile sur toile                     | 47 × 65 cm   | Reading Public Museum                            | Musée            |
|       | Paysage  | La Ferme                                       | 1830-1839             | huile sur toile                     | 22 × 35 cm   | Musée du Louvre, Paris                           | Musée            |
|       | Paysage  | Maisons sur une petite élévation               | 1830-1840             | aquarelle sur papier                | 16 × 22 cm   | Dijon, Musée Magnin                              | Base Joconde     |
|       | Paysage  | Le Port Saint-Nicolas à Paris                  | 1830-1850             | huile sur toile                     | 38 × 46 cm   | Musée Condé, Chantilly                           | Base Joconde     |
|       | Paysage  | Paysage                                        | 1830-1850             | huile sur toile                     | 16 × 21 cm   | Musée de Sens                                    | Base Joconde     |
|       | Paysage  | Soleil couchant sur un marais                  | 1830-1850             | huile sur bois                      | 52 × 76 cm   | Musée du Louvre, Paris                           | Base Joconde     |
|       | Paysage  | Vue sur les pâturages du Limousin              | 1835                  | huile sur toile                     | 98 × 134 cm  | Minneapolis Institute of Art                     | Musée            |
|       | Paysage  | Les Moulins à vent                             | 1835                  | huile sur bois                      | 23 × 36 cm   | Musée des Beaux-Arts de Reims                    | Base Joconde     |
|       | Paysage  | Environs de Southampton                        | 1835                  | huile sur toile                     | 115 × 184 cm | Musée Louis Senlecq, L'Isle-Adam                 | Base Joconde     |
|       | Paysage  | Moulin et champ de blé                         | 1835 vers             | huile sur papier marouflé sur toile | 45 × 37 cm   | MUDO - Musée de l'Oise, Beauvais                 | Base Joconde     |
|       | Paysage  | Une journée lumineuse                          | 1835-1840             | huile sur toile                     | 28 × 45 cm   | Baltimore, Walters Art Museum                    | Musée            |
|       | Paysage  | Le Chemin creux                                | 1835-1840             | huile sur toile                     | 101 × 82 cm  | Musée Van Gogh, Amsterdam                        | Musée            |
|       | Paysage  | Paysage                                        | 1835-1840             | huile sur bois                      | 21 × 41 cm   | Musée des Beaux-Arts de Rennes                   | Base Joconde     |
|       | Paysage  | Paysage                                        | 1835-1840             |                                     |              | Musée de Vire                                    | Musées Normandie |
|       | Paysage  | Vaches traversant un gué                       | 1836                  | huile sur toile                     | 36 × 62 cm   | New York, Metropolitan Museum of Art             | Musée            |
|       | Paysage  | L'Abreuvoir                                    | 1836                  | huile sur toile                     | 28 × 45 cm   | Musée des Beaux-Arts de Reims                    | Musée            |
|       | Paysage  | Paysage avec bétail dans le Limousin           | 1837                  | huile sur toile                     | 79 × 131 cm  | New York, Metropolitan Museum of Art             | Musée            |
|       | Paysage  | La Traversée du pont                           | 1838                  | huile sur toile                     | 48 × 64 cm   | Wallace Collection, Londres                      | Art UK           |
|       | Paysage  | L'Abattage des arbres                          | 1840                  | huile sur toile                     | 38 × 46 cm   | Musée des Beaux-Arts de Dijon                    | Base Joconde     |
|       | Paysage  | Chênes à Fontainebleau                         | 1840 vers             | huile sur toile                     | 81 × 99 cm   | Minneapolis Institute of Art                     | Musée            |
|       | Paysage  | Paysage forestier                              | 1840 début des années | huile sur toile                     | 39 × 58 cm   | Saint-Pétersbourg, Musée de l'Ermitage           | Musée            |
|       | Paysage  | Vue dans les bois                              | 1840 après            | huile sur toile                     | 33 × 25 cm   | Rijksmuseum, Amsterdam                           | Musée            |
|       | Paysage  | Village, de nuit                               | 1840 après            | huile sur toile                     | 57 × 47 cm   | Rijksmuseum, Amsterdam                           | Musée            |
|       | Paysage  | Vue de village                                 | 1840-1844             | huile sur toile                     | 35 × 54 cm   | Saint-Pétersbourg, Musée de l'Ermitage           |                  |
|       | Portrait | Madame Seraille (tante de l'auteur)            | 1840-1850             | huile sur toile                     | 63 × 52 cm   | Musée Louis Senlecq, L'Isle-Adam dépôt du Louvre | Base Joconde     |
|       | Paysage  | Paysanne assise sous un chêne et son chien     | 1840-1850             | huile sur toile                     | 53 × 47 cm   | Musée Louis Senlecq, L'Isle-Adam dépôt du Louvre | Base Joconde     |
|       | Paysage  | Paysage automnal                               | 1840-1850             | huile sur toile                     | 51 × 46 cm   | Saint-Pétersbourg, Musée de l'Ermitage           | Musée            |
|       | Paysage  | Soir                                           | 1844 vers             | huile sur toile                     | 31 × 35 cm   | Musée Pouckine, Moscou                           | Musée            |
|       | Paysage  | Le Vieux chêne                                 | 1845-1850             | huile sur toile                     | 72 × 61 cm   | Baltimore, Walters Art Museum                    | Musée            |
|       | Paysage  | Les Landes                                     | 1845-1850             | huile sur toile                     | 66 × 92 cm   | Musée du Louvre, Paris                           | Base Joconde     |
|       | Paysage  | Paysage avec charrette                         | 1849                  | huile sur toile                     | 63 × 103 cm  | Musée du Louvre, Paris                           | Base Joconde     |
|       | Paysage  | Étang forestier esquisse                       | 1850 avant            | huile sur toile                     | 23 × 29 cm   | Musée Pouchkine, Moscou                          | Musée            |
|       | Paysage  | Sur le marais                                  | 1850                  | huile sur toile                     | 40 × 59 cm   | Brooklyn Museum, New York                        | Musée            |
|       | Paysage  | Chaumière à Becquigny                          | 1850                  | huile sur papier marouflé sur toile | 27 × 32 cm   | Musée des Beaux-Arts de Dijon                    | Base Joconde     |
|       | Paysage  | Un point d'eau                                 | 1850 vers             | huile sur toile                     | 29 × 39 cm   | Musée des Beaux-Arts Pouchkine, Moscou           | Musée            |
|       | Paysage  | L'Abreuvoir et le grand chêne                  | 1850 vers             | huile sur toile                     | 82 × 120 cm  | Musée du Louvre, Paris                           | Base Joconde     |
|       | Paysage  | La Mare aux chênes                             | 1850-1855             | huile sur toile                     | 101 × 84 cm  | Musée d'Orsay, Paris                             | Musée            |
|       | Paysage  | Paysage                                        | 1850 après            | huile sur bois                      | 23 × 33 cm   | MUDO - musée de l'Oise, Beauvais                 | Base Joconde     |
|       | Paysage  | Vaches au bord de l'eau                        | 1850 après            | huile sur bois                      | 24 × 32 cm   | Musée du Louvre, Paris                           | Base Joconde     |
|       | Paysage  | Vaches dans un étang                           | 1850-1855             | huile sur toile                     | 38 × 46 cm   | Galerie nationale d'Irlande                      | Musée            |
|       | Paysage  | Le Pêcheur                                     | 1850-1858             | huile sur panneau                   | 24 × 33 cm   | Rochester (New York), Memorial Art Gallery       | Musée            |
|       | Paysage  | L'Étang                                        | 1850-1875             | huile sur toile                     | 55 × 65 cm   | Musée du Louvre, Paris                           | Base Joconde     |
|       | Paysage  | Soleil couchant après l'orage                  | 1851                  | huile sur bois                      | 47 × 56 cm   | Musée du Louvre, Paris                           | Base Joconde     |
|       | Paysage  | Paysage au clair de lune                       | 1852                  | huile sur toile                     | 59 × 62 cm   | musée national de Varsovie                       | Musée            |
|       | Portrait | Portrait de l'artiste                          | 1853                  | huile sur toile                     | 55 × 46 cm   | Musée du Louvre, Paris                           | Base Joconde     |
|       | Paysage  | La Vanne                                       | 1855-1860             | huile sur toile                     | 51 × 69 cm   | Musée d'Orsay, Paris                             | Musée            |
|       | Paysage  | Le Moulin à vent                               | 1858-1859             | huile sur toile                     | 80 × 106 cm  | Cleveland Museum of Art                          | Musée            |
|       | Paysage  | Un point d'eau                                 | 1850 fin des années   | huile sur toile                     | 16 × 24 cm   | Musée des Beaux-Arts Pouchkine, Moscou           | Musée            |
|       | Paysage  | Le Moulin                                      | 1855-1860             | huile sur panneau                   | 22 × 35 cm   | Galerie nationale d'Écosse                       | Art UK           |
|       | Paysage  | La Chaumière au bord de la route, Ciel d'Orage | 1855-1865             | huile sur toile                     | 28 × 36 cm   | Art Institute of Chicago                         | Musée            |
|       | Paysage  | Sur la route                                   | 1856                  | huile sur toile                     | 39 × 51 cm   | Art Institute of Chicago                         | Musée            |

## Les Étés à Cayeux
| Image | Thème        | Titre                                                                                     | Date                | Technique                           | Dimensions   | Lieu de Conservation                            | Référence           |
| ----- | ------------ | ----------------------------------------------------------------------------------------- | ------------------- | ----------------------------------- | ------------ | ----------------------------------------------- | ------------------- |
|       | Paysage      | Paysage aux vieux chênes                                                                  | 1860                | huile sur toile                     | 35 × 50 cm   | Musée de Châlons-en-Champagne                   | Base Joconde        |
|       | Paysage      | Le Chemin de la ferme                                                                     | 1860 vers           | huile sur toile                     | 30 × 54 cm   | L'Isle-Adam, Musée Louis Senlecq                | Base Joconde        |
|       | Paysage      | Soleil couchant après l'orage                                                             | 1860                | huile sur bois                      | 45 × 55 cm   | L'Isle-Adam, Musée Louis Senlecq                | Base Joconde        |
|       | Paysage      | La Petite charrette                                                                       | 1860 vers           | huile sur toile                     | 25 × 33 cm   | Musée du Louvre, Paris                          | Base Joconde        |
|       | Paysage      | Voilier                                                                                   | 1860 après          | huile sur toile                     | 56 × 47 cm   | Petit Palais, Paris                             | Paris Musées        |
|       | Paysage      | Marais                                                                                    | 1860-1870           | huile sur toile                     | 46 × 74 cm   | Cleveland Museum of Art                         | Musée               |
|       | Paysage      | Saules, avec un homme qui pêche                                                           | 1867 avant          | huile sur toile                     | 22 × 27 cm   | National Gallery, Londres                       | Musée               |
|       | Paysage      | Chênes au bord de la route                                                                | 1860 fin des années | huile sur toile                     | 43 × 58 cm   | Musée des Beaux-Arts Pouchkine, Moscou          | Musée               |
|       | Paysage      | Le Pêcheur                                                                                | 1860-1870           | huile sur papier marouflé sur toile | 30 × 54 cm   | L'Isle-Adam, Musée Louis Senlecq                | Base Joconde        |
|       | Paysage      | Le Chêne                                                                                  | 1860-1870           | huile sur toile                     | 61 × 74 cm   | Musée d'Orsay, Paris                            | Musée               |
|       | Nature morte | Nature morte avec une cruche grise                                                        | 1862                | huile sur toile                     | 43 × 51 cm   | Nationalmuseum, Stockholm                       | Musée               |
|       | Paysage      | Marine au soleil couchant                                                                 | 1865 vers           | huile sur toile                     | 75 × 95 cm   | Melbourne, National Gallery of Victoria         | Musée               |
|       | Paysage      | Grands arbres au bord de l'eau                                                            | 1865 vers           | huile sur toile                     | 96 × 76 cm   | Pasadena, Norton Simon Museum                   | Musée               |
|       | Paysage      | Le Chêne à L'Isle Adam                                                                    | 1865                | huile sur toile                     | 98 × 130 cm  | Musée Louis Senlecq L'Isle-Adam                 | Base Joconde        |
|       | Paysage      | Le Matin (pendant "Le Soir") décoration de l'hôtel du Prince Démidoff à Paris, rue Goujon | 1865                | huile sur toile                     | 199 × 134 cm | Musée d'Arts de Nantes Dépôt du Musée du Louvre | Musée               |
|       | Paysage      | Le Soir (pendant "Le Matin") décoration de l'hôtel du Prince Démidoff à Paris, rue Goujon | 1865                | huile sur toile                     | 199 × 137 cm | Musée d'Arts de Nantes Dépôt du Musée du Louvre | Musée               |
|       | Paysage      | L'Automne                                                                                 | 1865 vers           | huile sur toile                     | 106 × 93 cm  | La Haye, Collection Mesdag                      | Musée               |
|       | Paysage      | Un pêcheur                                                                                | 1865-1870           | huile sur toile                     | 46 × 38 cm   | Galerie nationale d'Écosse                      | Art UK              |
|       | Paysage      | Barques fuyant avant la tempête                                                           | 1865-1875           | huile sur toile                     | 56 × 85 cm   | Art Institute of Chicago                        | Musée               |
|       | Paysage      | Une rue du Crotoy                                                                         | 1865-1875           | huile sur toile                     | 47 × 38 cm   | Musée des Beaux-Arts de Reims                   | Base Joconde        |
|       | Paysage      | Scène pastorale                                                                           | 1870                | huile sur toile                     | 60 × 70 cm   | Memphis, Brooks Museum of Art                   | Musée               |
|       | Paysage      | Marine                                                                                    | 1870 vers           | huile sur toile                     | 89 × 115 cm  | Musée du Louvre, Paris                          | Base Joconde        |
|       | Paysage      | En mer                                                                                    | 1870 vers           | huile sur toile                     | 81 × 66 cm   | Baltimore, Walters Art Museum                   | Musée               |
|       | Paysage      | Scène de village, coucher de soleil                                                       | 1870 vers           | huile sur toile                     | 50 × 67 cm   | Minneapolis Institute of Art                    | Musée               |
|       | Paysage      | Le Vieux chêne                                                                            | 1870 vers           | huile sur toile                     | 32 × 41 cm   | Washington, National Gallery of Art             | Musée               |
|       | Paysage      | Bords de rivière                                                                          | 1870 vers           | huile sur bois                      | 15 × 25 cm   | Musée du Louvre, Paris                          | Base Joconde        |
|       | Paysage      | La Mare près du moulin                                                                    | 1870 vers           | huile sur bois                      | 31 × 41 cm   | Musée des Beaux-Arts de Nice                    | Musée d'Orsay       |
|       | Paysage      | Marée descendante en Normandie                                                            | 1870 vers           | huile sur toile                     | 79 × 113 cm  | Musée des Beaux-Arts Pouchkine                  | Musée               |
|       | Paysage      | Mer agitée                                                                                | 1870 vers           | huile sur toile                     | 50 × 65 cm   | Galerie nationale d'Irlande                     | Musée               |
|       | Paysage      | Marine                                                                                    | 1870 vers           | huile sur toile                     | 66 × 82 cm   | Kunsthalle de Hambourg                          | Musée               |
|       | Paysage      | Paysage avec des vaches                                                                   | 1870 années         | huile sur toile                     | 54 × 74 cm   | Musée de l'Ermitage                             | Musée               |
|       | Paysage      | Le Calme avant la tempête                                                                 | 1870 années         | huile sur toile                     | 67 × 81 cm   | Collection privée, Vente 2012                   | Catalogue Sotheby's |
|       | Paysage      | Coucher de soleil sur la côte                                                             | 1870-1875           | huile sur toile                     | 74 × 61 cm   | Baltimore, Walters Art Museum                   | Musée               |
|       | Paysage      | Deux bateaux dans la tempête                                                              | 1870-1875           | huile sur toile                     | 27 × 35 cm   | Art Institute of Chicago                        | Musée               |
|       | Paysage      | Petite plaine inondable                                                                   | 1870-1880           | huile sur panneau                   | 22 × 16 cm   | Collection privée, Vente 2013                   | Catalogue Ketterer  |
|       | Paysage      | Une forte brise                                                                           | 1870-1889           | huile sur toile                     | 46 × 37 cm   | Museums Sheffield                               | Art UK              |
|       | Paysage      | Coucher de soleil sur la mer                                                              | 1871 vers           | huile sur toile                     | 54 × 65 cm   | L'Isle-Adam ; Musée Louis Senlecq               | Base Joconde        |
|       | Paysage      | Paysage avec une vache                                                                    | 1872                | huile sur toile                     | 41 × 70 cm   | Musée d'art de Saint-Louis                      | Musée               |
|       | Portrait     | Autoportrait de l'artiste à son chevalet                                                  | 1875                | huile sur toile                     | 45 × 38 cm   | Musée Louis Senlecq, L'Isle-Adam                | Base Joconde        |
|       | Paysage      | Coucher de soleil                                                                         | 1879-1889           | huile sur toile                     | 16 × 21 cm   | Museums Sheffield                               | Art UK              |
|       | Paysage      | Paysage avec femme en rouge                                                               | 1880 vers           | huile sur toile                     | 35 × 25 cm   | Musée d'art McMullen, Boston College            | Musée               |
|       | Paysage      | Paysage avec un étang                                                                     | 1880 années         | huile sur toile                     | 20 × 41 cm   | Musée des Beaux-Arts Pouchkine, Moscou          | Musée               |
|       | Paysage      | Paysage avec rivière                                                                      | 1880-1889           | huile sur bois                      | 24 × 42 cm   | Musée du Louvre, Paris                          | Base Joconde        |
|       | Paysage      | Paysage à la mare                                                                         | 1880 après          | huile sur bois                      | 22 × 32 cm   | Musée des Beaux-Arts de Rennes                  | Musée               |
|       | Paysage      | Marine (Cayeux-sur-Mer)                                                                   | 1882                | huile sur bois                      | 24 × 46 cm   | Musée des Beaux-Arts de Reims                   | Base Joconde        |
|       | Paysage      | Intérieur de ferme dans le Berry                                                          | 1883                | huile sur toile                     | 48 × 63 cm   | Collection privée, Vente 2020                   | Catalogue Sotheby's |
|       | Paysage      | Paysage marin                                                                             | 1889                | huile sur toile                     | 73 × 92 cm   | Musée des Beaux-Arts de Rouen                   | Base Joconde        |

## Dates non documentées
| Image | Thème    | Titre                                 | Date | Technique                            | Dimensions  | Lieu de Conservation                                                     | Référence           |
| ----- | -------- | ------------------------------------- | ---- | ------------------------------------ | ----------- | ------------------------------------------------------------------------ | ------------------- |
|       | Paysage  | Au bord de la rivière                 |      | huile sur toile                      | 28 × 45 cm  | Musée national des Beaux-Arts (Argentine)                                | Musée               |
|       | Paysage  | Au pâturage                           |      | huile sur toile                      |             | musée national d'art d'Azerbaïdjan                                       | Musée               |
|       | Paysage  | Paysage normand                       |      | peinture                             |             | Musée national des Beaux-Arts (Brésil), Rio de Janeiro                   | Google Arts         |
|       | Paysage  | Paysage                               |      | huile sur toile                      | 23 × 36 cm  | Akron Art Museum                                                         | Musée               |
|       | Paysage  | La Mare                               |      | huile sur toile                      | 38 × 52 cm  | Musée des Beaux-Arts (Boston)                                            | Musée               |
|       | Paysage  | Bétail sur les dunes                  |      | huile sur toile                      | 81 × 100 cm | Musée des Beaux-Arts (Boston)                                            | Musée               |
|       | Paysage  | Chaumières en bord de mer             |      | huile sur panneau                    | 22 × 46 cm  | Musée des Beaux-Arts (Boston)                                            | Musée               |
|       | Paysage  | Rue de Village                        |      | huile sur toile                      | 77 × 93 cm  | Université DePaul Museum                                                 | Musée               |
|       | Paysage  | Paysage                               |      | huile sur panneau                    | 22 × 29 cm  | Detroit Institute of Arts                                                | Musée               |
|       | Paysage  | Sans titre                            |      | huile sur toile                      | 20 × 25 cm  | Minneapolis Institute of Art                                             | Musée               |
|       | Paysage  | La Rivière                            |      | huile sur toile                      | 43 × 58 cm  | Frick Collection, New York                                               | Musée               |
|       | Paysage  | Vallée de la Loire                    |      | huile sur bois                       | 27 × 49 cm  | New York, Metropolitan Museum of Art                                     | Musée               |
|       | Paysage  | Vaches s'abreuvant                    |      | huile sur panneau                    | 16 × 22 cm  | Rhode Island School of Design Museum                                     | Musée               |
|       | Paysage  | Le Vieux moulin                       |      | huile sur toile                      | 24 × 32 cm  | Rhode Island School of Design Museum                                     | Musée               |
|       | Paysage  | Paysage                               |      | huile sur toile                      | 17 × 41 cm  | Rhode Island School of Design Museum                                     | Musée               |
|       | Paysage  | Paysage                               |      | huile sur toile                      | 43 × 59 cm  | San Francisco De Young Museum                                            | Musée               |
|       | Paysage  | Le Temps des foins                    |      | huile sur toile                      | 66 × 105 cm | San Francisco De Young Museum                                            | Musée               |
|       | Paysage  | Maison                                |      | huile sur toile                      | 24 × 21 cm  | Wellesley (Massachusetts), Davis Museum                                  | Musée               |
|       | Paysage  | Paysage avec bétail                   |      | huile sur toile                      | 35 × 40 cm  | Woodstock (Vermont), Marsh-Billings-Rockefeller National Historical Park | Google Arts         |
|       | Paysage  | Paysage avec cours d'eau              |      | huile sur bois                       | 26 × 35 cm  | Musée des Beaux-Arts de Reims                                            | Base Joconde        |
|       | Paysage  | Soleil couchant sur un rivage         |      | huile sur toile                      | 100 × 81 cm | Musée Louis Senlecq, L'Isle-Adam                                         | Base Joconde        |
|       | Paysage  | L'Automne                             |      | huile sur toile                      | 32 × 46 cm  | Paris, Mobilier national                                                 | Base Joconde        |
|       | Paysage  | La Mare                               |      | huile sur toile                      | 40 × 32 cm  | Musée Magnin, Dijon                                                      | Base Joconde        |
|       | Paysage  | Paysage maritime                      |      | huile sur carton                     | 23 × 41 cm  | Musée d'Évreux                                                           | Notes de Musées     |
|       | Paysage  | Paysage à la mare                     |      | huile sur toile                      | 32 × 41 cm  | Musée d'Angoulême                                                        | Base Alienor        |
|       | Paysage  | Le Pin                                |      |                                      |             | Bagnères-de-Bigorre, musée Salies                                        | Notes de musées     |
|       | Portrait | George Sand en costume de Berrichonne |      | aquarelle et gouache sur papier      | 44 × 31 cm  | Musée de la Vie romantique, Paris                                        | Paris Musées        |
|       | Paysage  | La Mare                               |      | huile sur panneau                    | 24 × 41 cm  | Rijksmuseum Twenthe, Enschede                                            | Musée               |
|       | Paysage  | Paysage avec étang                    |      | huile sur toile                      | 81 × 100 cm | Musée national de Varsovie                                               | Europeana           |
|       | Paysage  | Navigation dans la brise              |      | huile sur toile                      | 46 × 39 cm  | Cambridge, Fitzwilliam Museum                                            | Art UK              |
|       | Paysage  | Le Promontoire                        |      | huile sur toile                      | 72 × 91 cm  | Glasgow Museum Resource Centre (GMRC)                                    | Art UK              |
|       | Paysage  | Paysage avec des chênes               |      | huile sur toile                      | 41 × 32 cm  | Stockholm, Nationalmuseum                                                | Musée               |
|       | Paysage  | Vaches à la mare                      |      | huile sur bois                       | 22 × 26 cm  | Stockholm, Nationalmuseum                                                | Musée               |
|       | Paysage  | Chaumière en Normandie                |      | huile sur bois                       | 56 × 46 cm  | Taïwan, Musée Chimei                                                     | Musée               |
|       | Paysage  | Chaumière à la campagne               |      | huile sur toile                      | 60 × 38 cm  | Leeds Art Gallery                                                        | Art UK              |
|       | Paysage  | Bétail s'abreuvant                    |      | huile sur acajou                     | 13 × 24 cm  | Norfolk Museums Collections                                              | Collection          |
|       | Paysage  | Abreuver le troupeau                  |      | huile sur carton marouflée sur toile | 86 × 71 cm  | Collection privée, Vente 2020                                            | Catalogue Sotheby's |
|       | Paysage  | Le Retour du pêcheur                  |      | huile sur toile                      | 32 × 25 cm  | Collection privée, Vente 2007                                            | Catalogue Sotheby's |